# Michael Massimino
Michael James Massimino (Oceanside (New York), 19 augustus 1962) is een Amerikaans voormalig ruimtevaarder. Massimino’s eerste ruimtevlucht was STS-109 met de spaceshuttle Columbia en vond plaats op 1 maart 2002. Tijdens de missie werd er onderhoud gepleegd aan de ruimtetelescoop Hubble.
Massimino maakte deel uit van NASA Astronaut Group 16. Deze groep van 44 ruimtevaarders begon hun training in 1996 en had als bijnaam The Sardines.
In totaal heeft Massimino twee ruimtevluchten op zijn naam staan. Tijdens zijn missies maakte hij vier ruimtewandelingen. In 2014 verliet hij NASA en ging hij als astronaut met pensioen. Massimino heeft aan meerdere televisie-optredens meegewerkt. Zo speelde hij zichzelf in meerdere afleveringen van de comedy The Big Bang Theory.